# Alejandro de Afrodisias
Alejandro de Afrodisias (en griego antiguo Ἀλέξανδρος ὁ Ἀφροδισιεύς; fl. 200 d. C.) fue el más célebre de los comentaristas griegos de las obras de Aristóteles. Fue apodado, por su preeminencia, «el exégeta» (ὁ ἐξηγητής). 
Sus comentarios han servido de fuente y modelo para autores griegos y bizantinos, y fueron traducidos al siriaco, árabe y latín. Se le atribuye la forma del «gran comentario», que será retomado por el peripatetismo árabe. 

«La exégesis de Alejandro de Afrodisias se inspiraba en el principio de que hay que explicar Aristóteles mediante Aristóteles. Alejandro buscaba lo que Aristóteles dijo, no lo que quiso decir. Recurriendo a pasajes paralelos de la obra del Estagirita o de otras fuentes, intentaba comprenderle. Cuando no lo conseguía, señalaba las diferentes interpretaciones posibles y proponía la que le parecía más conveniente; cuando aquellas eran claras, se contentaba con emitir breves observaciones».
Marie-Dominique Richard, L'enseignement oral de Platon, pp. 91-92.

## Vida

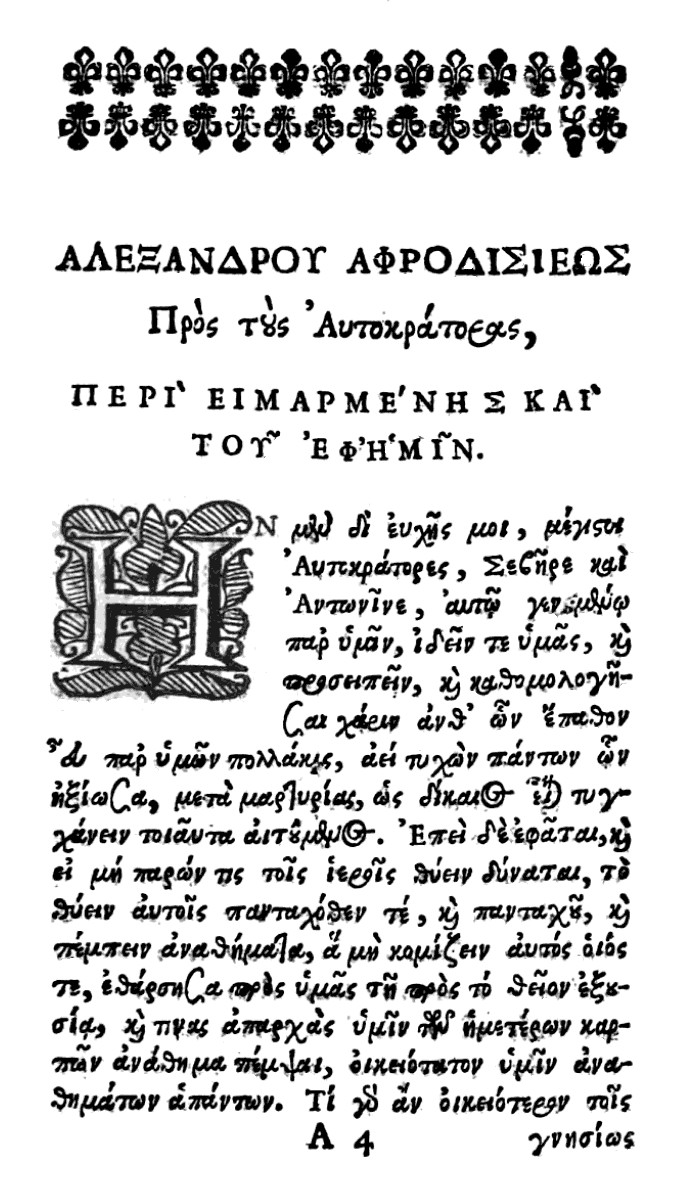
Párrafo inicial del tratado Sobre el destino (Pros tous Autokratoras) de Alejandro de Afrodisias. De una edición anónima publicada en 1658.

Alejandro era oriundo de la ciudad de Afrodisias, en Caria.
Llegó a Atenas hacia finales del siglo II. No hay más datos sobre su vida que la dedicación de su obra De fato a Septimio Severo y a Caracalla, lo que indica que fue escrito entre los años 198 y 209. Llegó a dirigir el Liceo y a dar clases sobre filosofía peripatética.
Tuvo como maestros a Herminio, Sosígenes el Peripatético y Aristocles de Mesene.

## Pensamiento

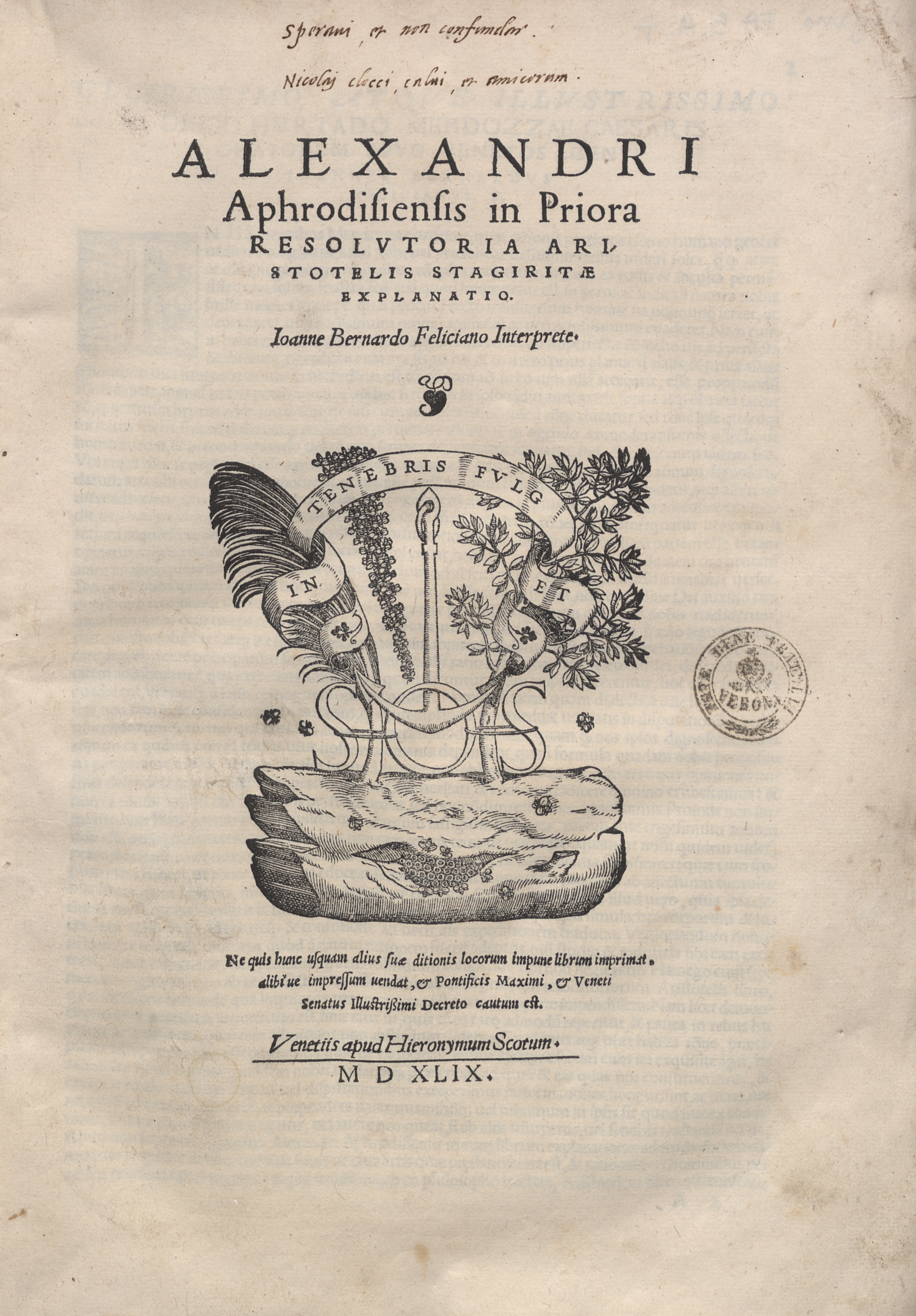
Commentaria in Analytica priora Aristotelis, 1549

El objetivo de su obra fue liberar la doctrina del sincretismo de Amonio y reproducir la doctrina pura de Aristóteles. Sostuvo que la razón sin desarrollar del hombre es material (nous ulikos) e inseparable del cuerpo. Argumentó vehementemente contra la doctrina de la inmortalidad. Identificó el intelecto activo (nous poietikos), gracias a cuya acción el intelecto potencial del hombre se convierte en real, con Dios.
Sus comentarios a las obras de Aristóteles gozaron de enorme estima entre los árabes, quienes tradujeron muchos de ellos.
Durante el Renacimiento su doctrina de la mortalidad del alma fue adoptada por Pietro Pomponazzi y por su sucesor Cesare Cremonini, contra los tomistas y los averroístas.
Hoy en día, su nombre sigue sirviendo para designar el fenónemo óptico llamado «banda de Alejandro» que describió.

## Obras

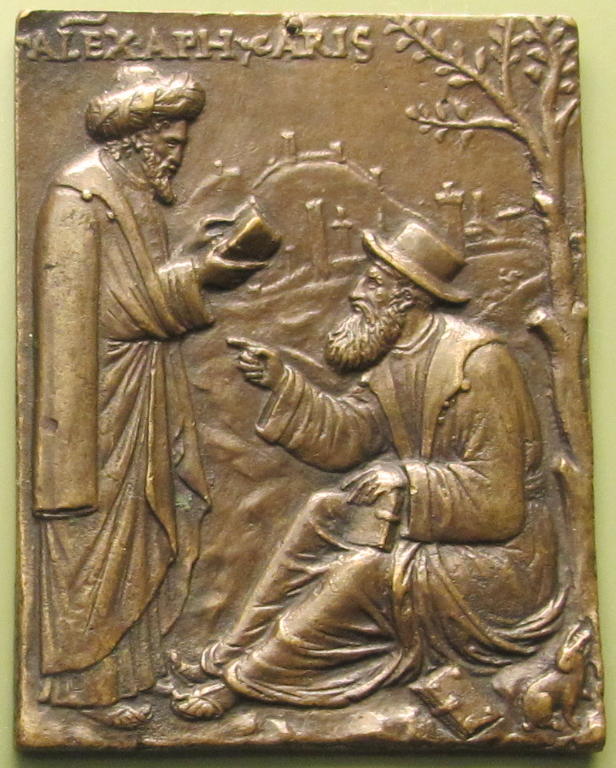
Andrea Briosco, Aristóteles y Alejandro de Afrodisias, placa del, Museo Bode.

Se conservan comentarios de Alejandro sobre las siguientes obras de Aristóteles:
- Primeros analíticos (o Analytica Priora) I
- Tópicos (o Topica)
- Meteorológicos (o Meteorologica)
- Sobre el sentido y lo sensible (o De sensu et sensato)
- Metafísica I-V, junto con una recopilación de lo que escribió sobre los demás libros.

No se conservan los comentarios que escribió a otras obras de Aristóteles: Physica, Analytica Priora II, Analytica Posteriora, De caelo, De generatione et corruptione, y otras. Se sabe que comentó estas obras por referencias de otros autores.
Se conservan varios escritos originales (no comentarios) de Alejandro. Los más importantes son De fato (‘sobre el destino’), donde argumenta contra la doctrina estoica de la necesidad, y De anima (‘sobre el alma’).
No hay entre los especialistas unanimidad en cuanto a la cronología de las obras de Alejandro.
En 2007 se atribuyeron a Alejandro pasajes hallados en una copia del siglo XIII de un misal, el Palimpsesto de Arquímedes, escrita por un escriba llamado Ioannes Myronas.

### Ediciones

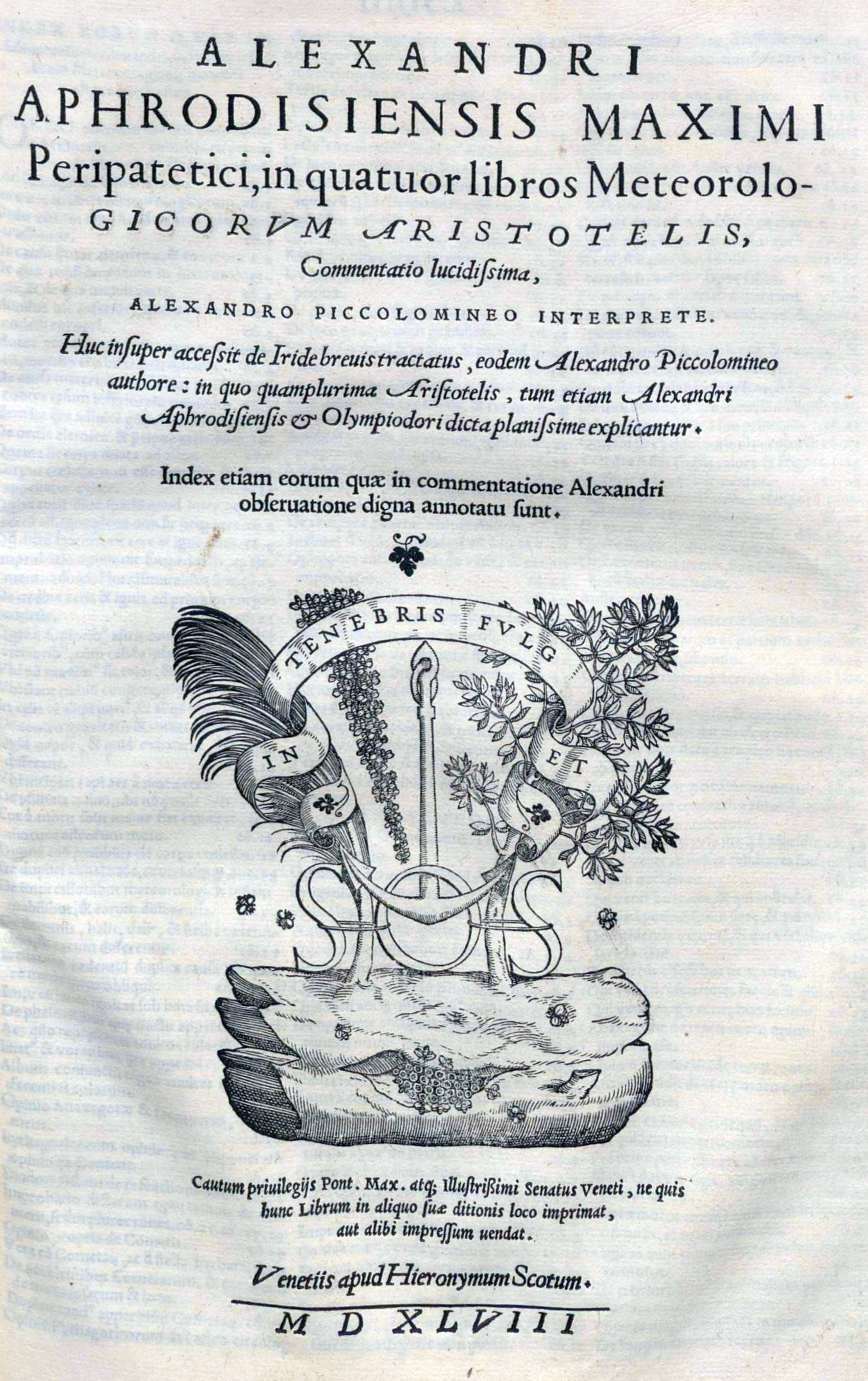
Commentaria in meteorologica Aristotelis, 1548

Varias de las obras de Alejandro fueron publicadas en la edición de Aldo Manucio de Aristóteles (Venecia, 1495-1498). Sus De fato y De anima fueron impresas junto a las obras de Temistio en Venecia (1534). Esta obra, que había sido traducida al latín por Grocio, fue editada por J. K. von Orelli (Zúrich, 1824), y sus comentarios sobre la Metafísica por H. Bonitz (Berlín, 1847).